# Ouragan Paloma
Pour les articles homonymes, voir Paloma.
L’ouragan Paloma a été le dix-septième système tropical, la seizième dépression tropicale, le huitième ouragan et le cinquième ouragan majeur de la saison cyclonique 2008 dans l'Atlantique nord. Ce système tardif a quand même établi certains précédents. Il est ainsi le second plus intense ouragan à s'être produit en novembre, derrière Lenny en 1999. Il est également le troisième ouragan majeur à frapper Cuba en 2008, soit la première fois que cela se produit.
Paloma est né au large de la côte est du Nicaragua et nord du Honduras le 7 novembre 2008. Il s’est lentement intensifié en traversant la mer des Caraïbes jusqu’à devenir un ouragan de catégorie 4 de l’échelle de Saffir-Simpson. Juste avant de frapper la côte centrale de Cuba, il est retombé à la catégorie 2. En traversant l’île le 9 novembre, il s’est considérablement atténué et c’est en tant que tempête tropicale en dissipation que Paloma a affecté les Bahamas et la Floride.
Paloma a causé des dommages importants aux  îles Caïmans (15 millions $US), à la Jamaïque (100 000 $US) et à Cuba (300 millions $US), en plus de causer un mort indirectement en Jamaïque,
,
.

## Évolution météorologique

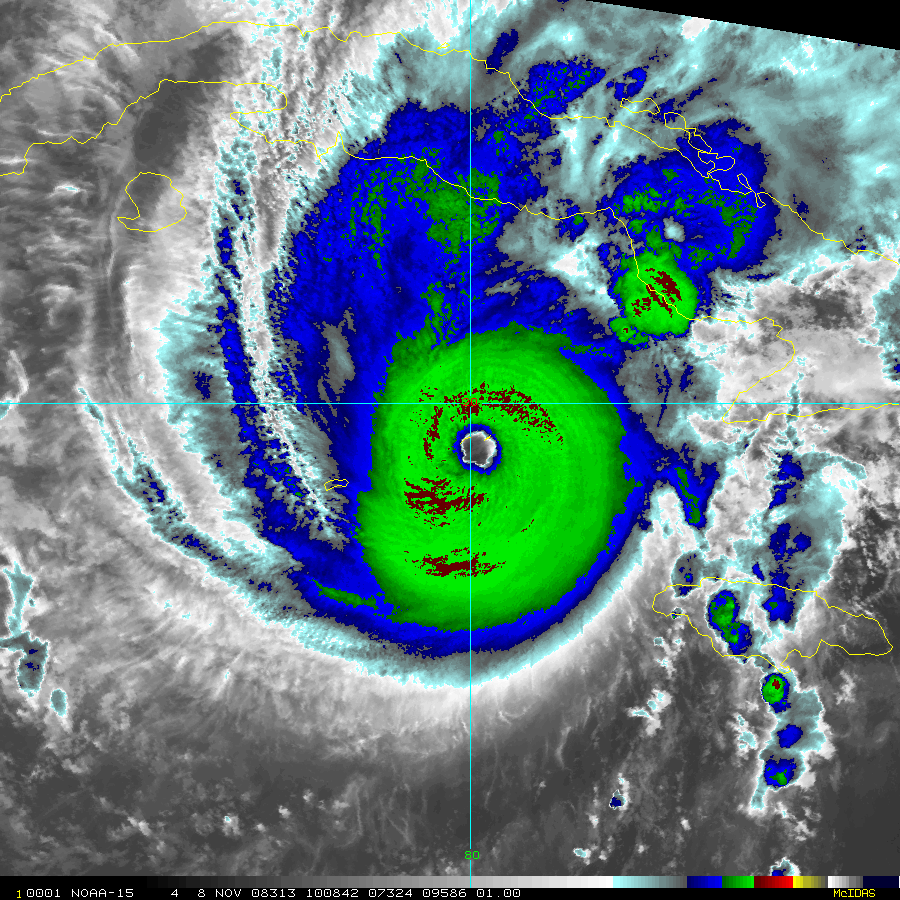
Image infrarouge des nuages de Paloma prise par satellite météorologique le 8 novembre alors qu’il était de catégorie 4

Une onde courte tropicale s’est détachée de la côte ouest de l’Afrique le 23 octobre. Elle s’est retrouvée le 3 novembre au-dessus de la partie sud-ouest de la mer des Caraïbes. Ce système a commencé à développer des bandes orageuses et une certaine organisation en se dirigeant vers le nord-ouest.
Le 5 novembre, une perturbation tropicale est née de ce système au large de la côte est du Nicaragua et nord du Honduras à 115 milles nautiques à l’est de Cabo Gracias a Dios. Ce système s’est d’abord lentement intensifié pour devenir une dépression tropicale, puis une tempête tropicale à 200 milles nautiques au sud-sud-ouest de Grand Cayman. Le développement fut rapide ensuite et le système devint un ouragan durant la nuit du 6 au 7 novembre à 280 milles nautiques à l’ouest-sud-ouest de Montego Bay, Jamaïque.
Le 7 novembre, Paloma a atteint la catégorie 2 puis la catégorie 3 de l’échelle de Saffir-Simpson en passant très près des îles Caïmans. Le lendemain matin, l’ouragan est passé à la catégorie 4 en se dirigeant vers l’est. C’était le premier ouragan à atteindre ce niveau en novembre depuis l’ouragan Michelle en 2001. Le centre de l’ouragan est alors passé directement sur Little Cayman et Cayman Brac et des vents de 220 km/h furent enregistrés, causant des dommages importants. Paloma a continué vers l’est et a atteint le maximum de sa force à 230 km/h peu de temps après.
Il s’est maintenu ainsi jusqu’en fin d’après-midi mais est ensuite entré dans une zone où le cisaillement vertical des vents était important et il est rapidement retombé à la catégorie 2 avant d’atteindre la côte centrale de Cuba, près de Santa Cruz del Sur, le soir du 8 novembre. Il s’agissait de la même région frappée en 1932 par un ouragan important. Paloma tourna ensuite vers le nord et traversa l’île en perdant de son intensité par friction et fort cisaillement des vents,.
Il est ressorti sur les eaux de la mer des Caraïbes près de Camagüey tôt le 9 novembre avec l'intensité d’une tempête tropicale. Les eaux plus froides et le cisaillement ont eu raison ensuite du système qui se dissipa graduellement. Il fit une boucle au large de la côte cubaine frappant le centre de l’île les 10 et 11 novembre puis se dirigea lentement vers le nord, passant sur la partie nord-ouest de Cuba le 12 novembre. Il continua ensuite vers le Panhandle de Floride qu’il atteignit le 14 novembre. Il donna à ce dernier endroit de fortes pluies avant d’être absorbé par un creux frontal.

## Préparatifs
À l’approche de Paloma, le gouvernement des îles Caïmans ordonna l’évacuation des résidents et des touristes des zones inondables et l’aéroport fut fermé. L’alimentation en eau et en électricité fut coupée. Le navire britannique RFA Wave Ruler, un pétrolier de la réserve navale, fut envoyé à Little Cayman et Cayman Brac par le gouverneur pour aide à ces îles directement dans le chemin de l’ouragan.
À Cuba, plus de 500 000 personnes ont été évacuées dans les régions du centre et de l'est de l'île, dont plus de 85 000 étudiants de la province de Sancti Spiritus, et dirigés vers des refuges par les autorités. Quelque 3000 touristes étrangers avaient eux aussi été mis à l'abri,.

## Impacts

### Îles Caïmans

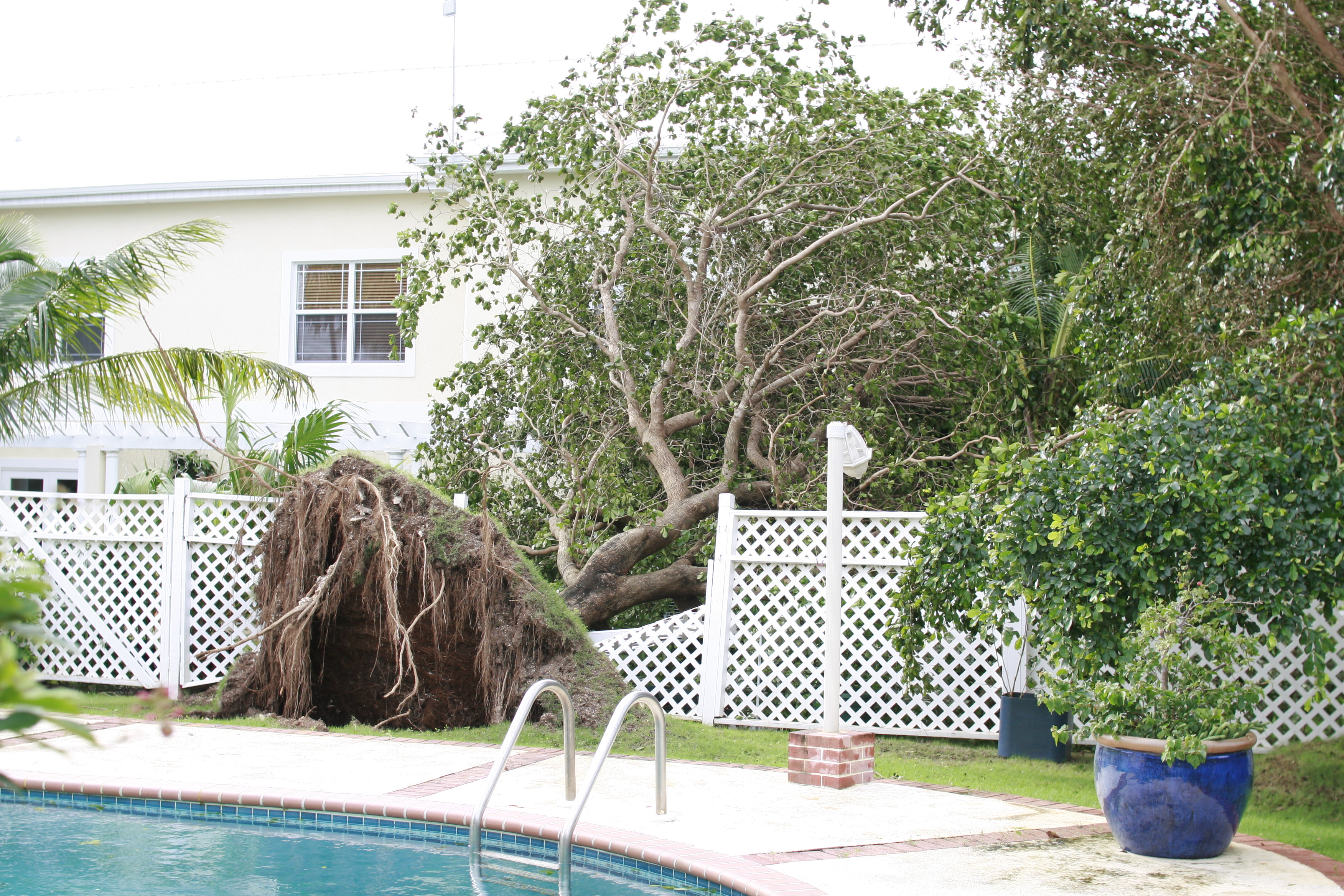
Arbre renversé par Paloma aux îles Caïmans.

Les dommages à Grand Cayman ont été peu importants : des arbres renversés, l’électricité coupée et quelques endroits inondés mais les routes principales sont demeurées ouvertes. Par contre, sur Cayman Brac, le réseau électrique a été endommagé et de nombreux toits se sont envolés, dont celui d’un refuge, par des vents maximums de 225 km/h mais aucune perte de vie n’est à déplorer.
Le Commissaire du district de Cayman Brac, Ernie Scott, a signalé que 90 à 95 pour cent des édifices ont été endommagés à divers degrés et que 500 personnes avaient dû se rendre aux refuges. Le gouvernement s’est rapidement mis à l’œuvre pour trouver des abris temporaires aux personnes affectées. Le coût des dommages a été estimé 15 millions $US (de 2008) aux Îles Caïmans.

### Jamaïque
Certaines régions de la Jamaïque ont été inondées par les pluies et l’onde de tempête de la bande externe de Paloma. Les inondations ont causé 100 000 $US de pertes à une centaine de fermes. Une personne s’est noyée dans la paroisse de Clarendon en essayant de traverser une rivière gonflée par les pluies,.

### Cuba
La province de Camaguey, où l'ouragan est entré sur terre, a été la plus touchée. Paloma y a notamment brisé en deux une tour de communication. À Santa Cruz del Sur, ville frappée directement, 435 maisons et une usine ont été mises en pièces par les vents et l’onde de tempête. Cinquante-sept bateaux de pêche en bois qui étaient remisés dans l’usine sont également des pertes totales. Paloma a détruit dans cette province 328 hectares de cultures, la plupart venant d’être replantés après Ike.
Les responsables des services publics de Cuba ont déclaré que les dommages étaient beaucoup moindres que ceux faits par les ouragans Gustav et Ike plus tôt en saison. Les vents de 195 km/h ont quand même renversé les lignes de transport d’électricité et de téléphone, il est tombé 400 mm de pluie par endroits et l’onde de tempête de 4 mètres a pénétré jusqu’à 1,5 kilomètre à l’intérieur des terres,. On signale 450 000 maisons endommagées et 30 pour cent de la récolte détruite ce qui a causé de sérieux problèmes d’alimentation des populations. Les autorités estiment que le total des pertes s’élevait à 300 millions $US mais que Paloma n’avait fait aucun mort. Cependant, un groupe de dissident du régime a fait savoir que l’ouragan avait fait une victime

### Floride
Paloma en dissipation a laissé d'importantes quantités de pluie sur le Panhandle de Floride le 14 novembre

## Épilogue
Le 22 avril 2009, lors de l'assemblée du comité sur les cyclones tropicaux de l’Organisation météorologique mondiale, il a été décidé de retirer le nom Paloma des listes futures à cause de l'importance des dommages. En 2014, ce sera donc le nom Paulette qui figurera sur cette liste,.
Paloma était le premier nom en P retiré depuis 1954 et seulement le second ouragan du bassin Atlantique, après Elena en 1985, à voir son nom retiré sans avoir fait de victime directe. Il est même celui qui a fait le moins de victimes directes ou indirectes, une seule, à se voir décerner cet honneur.
Paloma est l'un des sept ouragans majeurs (catégorie 3 et plus) à s'être produit durant un mois de novembre. Les autres sont l’ouragan de Jamaïque de 1912, l’ouragan de Cuba de 1932, Greta en 1956, Kate en 1985, Lenny en 1999 et Michelle en 2001. Le 8 novembre, Paloma a atteint la catégorie 4, soit le quatrième seulement à le faire durant ce mois-là et le second si tardivement. Il est également l’ouragan ayant eu les plus forts vents en novembre derrière Lenny.

### Sources
- (en) Cet article est partiellement ou en totalité issu de l’article de Wikipédia en anglais intitulé « Hurricane Paloma » (voir la liste des auteurs).

| A |  | B |  | C |  | D |  | E |  | F |  | G |  | H |  | I |  | J |  | K |  | L |  | M |  | N |  | O |  | 16 |  | P |  |

| D | T | 1 | 2 | 3 | 4 | 5 |